# 山陽電気鉄道700形電車
山陽電気鉄道700形電車（さんようでんきてつどう700がたでんしゃ）は、過去に存在した山陽電気鉄道の通勤形電車である。1947年に運輸省から63系電車の割り当てを受けて導入したもので、日本の標準軌鉄道で唯一の63系電車の導入例としても知られる。

## 概要
1947年にモハ63形20両が山陽電鉄に導入され、800形800 - 819となった。その後1949年に改番が行われ、700形700 - 719となった。偶数車が制御電動車（Mc）、奇数車が制御車（Tc）である。
山陽電鉄の車両の大型化のきっかけとなった車両である。

## 背景
現在の山陽電気鉄道の路線は、兵庫電気軌道が1910年から1917年にかけて開業させた山陽明石駅以東の区間と、神戸姫路電気鉄道によって1923年から1924年にかけて建設された同駅以西の区間から成り立っている。両社の路線はもともとつながっていなかったが、大正末期に両社を買収した宇治川電気の手によって、明石駅周辺の路線変更と兵庫 - 明石間軌道強化等の改良工事が行われ、1928年より兵庫 - 姫路間の直通運転が開始された。
旧兵庫電気軌道・旧神戸姫路電気鉄道の路線は、標準軌でポール集電であることが共通点であることを除くと、軌道法に準拠し併用軌道区間も含む前者と、地方鉄道法に準拠し本格的な都市間高速電気鉄道として建設された後者とでは全く異なっており、架線電圧も前者は直流600 V、後者は直流1,500 Vと異なっていた。宇治川電気では、直通運転の実施にあたっては、旧兵庫電気軌道の区間の線路条件に合わせた規格の複電圧車両を新造して直通運転に使用することとし、従来からの車両については、旧兵庫電気軌道の車両は600 V区間の区間運転用として残置する一方、旧神戸姫路電気鉄道の車両については廃車とした。1933年に宇治川電気から山陽電気鉄道が独立して以降も直通車の増備を行っている。
1930年代に入ると山陽電鉄の沿線には日本製鐵（現・日本製鉄）広畑製鉄所や川崎航空機明石工場、陸軍大阪造兵廠播磨製造所などの軍需工場が進出し、従業員輸送のため山陽電鉄では物資不足の中で網干線の建設や車両増備等の対応を進めた。須磨 - 塩屋間に残っていた併用軌道区間の新設軌道化も図られたが、完成は第二次大戦後の1946年まで持ち越された。
大戦末期の1945年7月には空襲により明石車庫･工場を留置車両とともに焼失し、加えて8月の終戦直後には風水害の被害も重なったことから稼動車両数が15-16両にまで落ち込み、運行は麻痺状態となった。山陽電鉄は復旧に努めたものの、稼動車両は極度に不足しており、解決を図るため運輸省の指導の下でモハ63形電車の割当てを受けて車両増備を図ることとした。

## 導入
モハ63形電車は、当時の山陽電鉄としては旧神戸姫路電気鉄道区間の規格をも大きく上回る大型車両であり、導入には全線にわたって車両限界の拡大、軌道強化等の大改良を要し、架線電圧を1,500 Vに統一する昇圧工事も必要となった。資材不足や経済混乱の中でこれら改良のための大きな投資を要することとなり、当時の山陽電鉄にとっては大変な決断であった。モハ63形20両が山陽電鉄に割当てられ、うち半数は無電装仕様で制御車代用となりMcTc編成10本を組成した。省番号はモハ63800 - 63819であり、山陽電鉄ではその下3桁をそのまま形式名・車号とし、800形800 - 819となった。
800形の車体および台車、電装品は63系そのもので、20 m4扉の車体にDT13台車を装着し、屋根上にはPS13パンタグラフとグローブ型ベンチレーターを取り付け、電装品は、旧型国電用電動機では定格出力が最大の140 kWであるMT40型主電動機と、電空カム軸式のCS5型制御器を装備していた。標準軌への対応が必要となる台車は、DT13の台車枠を標準軌用に幅を広げ、車軸も標準軌規格の車軸に主電動機を歯車側に寄せて取り付けるという対応で標準軌化していた。このDT13台車は社内でDT13Sと呼ばれていたが、この場合のSは山陽のSではなく、標準軌 (Standard Gauge) のSである。連結器は自動連結器を装備した。内装については、座席に座布団を敷き、天井も、最初の800 - 805の6両を除き63系の垂木露出ではなくジュラルミン製の天井板を張るなど、できる範囲で内装の整備を図った。
800形の導入決定に伴い、それまでポール集電で車体幅2.4 m、車体長14 mクラスの小型車ばかり走っていた路線に車体幅2.8 m、車体長20 mの大型車が入線することから、ホーム延長、軌道中心間隔の拡大、橋梁の補強など線路施設の改良が行われることとなった。また、600 V区間では電圧を1,500 Vに昇圧する必要があった。特に、兵庫側では車両限界･橋梁耐荷重がより小さく、昇圧工事も伴う大幅な改良工事を必要としたことから、地方鉄道規格で建設された姫路側から順次導入されることとなった。
800形は1947年3月以降順次落成した。初回導入分12両は、車体に仮台車を装着させて山陽本線・播但線（飾磨港線）経由で甲種車両輸送を行い、飾磨港線と山陽電鉄本線が接近する手柄駅付近に山陽電鉄側が側線を設け、飾磨港線の本線から側線に車両を横取りする形で搬入した。入線後、整備を行ったのち、5月10日から姫路 - 網干間で営業運転を開始した。残る8両については、1947年8月までに、当時地平駅であった国鉄明石駅の構内側線から並行する山陽電鉄明石駅の構内側線に横取りする形で搬入されている。
その後は本線を順次東に向かって運転区間を延伸し、翌1948年3月1日には姫路 - 明石間での運行が開始された。同時に須磨まで架線電圧が1,500 Vに昇圧されたことから、直通運転の急行および兵庫 - 明石間の普通に複電圧車を使用することとなり、600 Vの軌道線専用車は兵庫 - 須磨間の運行に封じ込められた。1945年から1946年にかけて須磨 - 境川（現在の須磨浦公園駅西方）間の併用軌道区間を新設軌道に移設し、併用軌道区間にあった一ノ谷、敦盛塚の両駅が廃止され、低床ホームからの乗降がなくなっていたことは、本形式の導入に幸いした。残る併用軌道区間の兵庫 - 西代間については軌道法上の特認を受け、軌道法上の制限（編成長30 m）を上回る本形式（編成長40 m）の運行を可能なものとした。同年10月には兵庫 - 須磨間の昇圧工事が完成し、軌道線専用車は全車廃車または譲渡された。全線で800形が使用できるようになったことから同年12月25日にダイヤ改正が実施され、800形は兵庫 - 姫路間の急行に投入された。

## 改良
1948年に800形は山陽電鉄全線での運用が可能となったが、この段階での施設の改良は運行を可能とするための最小限の内容にとどまっており、800形自体も戦時設計で大幅に簡略化された部分を多く抱えていたことから、安定的な運行に向けて順次改良が進められた。
1948年の時点では変電所容量がまだ小さく、800形の並列段運転に耐えられなかったことや、橋梁等の強度も不足で高速運転ができない状態であったことから、全線で使用ノッチを直列段までに制限していた。しかしこれでは速度が50 km/h以下しか出ないことから、1949年に制御回路に改造を加え、直列最終段にノッチを進めると弱め界磁が作動するようにして、最高速度が60 km/hに向上した。その後変電所の容量増加と橋梁の強化が行われた結果、1953年になって並列段の使用が可能になった。
1949年に改番が行われて700形700 - 719となり、同年から1950年にかけて3段窓の2段化（戸袋窓の2段化は後年実施）、保護棒の取付、貫通扉の引き戸化･貫通幌取付、客室整備（座席改良･天井板整備･運転室仕切壁への窓設置等）などの改良が行われた。塗色も特急車820形に合わせたクリームとネービーブルーの塗り分けに変更された。尾灯は、モハ63形原形では車体裾部に位置するのに対し、山陽電鉄の在来車では窓上に位置することから、当初それに合わせて運行番号表示窓部分に1基を増設していたが、改良により裾部の尾灯･上部の運行番号表示窓とも埋められ、正面窓上に2基の外付けタイプの尾灯が設置された。パンタグラフもPS13形から三菱S-710-Cへ交換された。モハ63形の特徴のひとつとされる正面窓上の通風口は、国鉄車では早期に埋め込まれているが、700形では末期まで存置された。
3段窓の2段化や貫通扉の引き戸化、貫通幌の取り付けといった改良は、国鉄の63系では1951年の桜木町事故後になって初めて行われたものであり、山陽電鉄ではこの事故前から独自に改良を始めていた。また、保護棒については桜木町事故の教訓を受け、非常時に乗客が脱出しやすいよう、低い位置に取り付けられた。
施設･車両の両面での改良により、700形は本来の性能を発揮し、山陽電鉄の輸送力強化に貢献した。

## 更新･廃車
700形は、2000系の営業運転開始後も兵庫 - 姫路間の急行や網干線の普通列車を中心に運用を続けた。兵庫 - 西代間の併用軌道区間では、道路の中央を低速で走る大きな700形は人目を引き、当時の鉄道愛好家の間でも路面を走行する63系電車という珍しい事例として関心を向けられた。また、須磨 - 明石間や兵庫駅近辺では、京阪神緩行線の72系と併走する光景が日常的に見られた。色違いの同型車が併走していても、700形のほうが京阪神緩行線の72系新造車グループより座席が改良され、窓も2段化されているなど、原設計は同じながらも内外装ともにリニューアルされ、本家よりも見栄え･居住性とも優れた車両になっていた。
1951年に発生した西代車庫の火災で712-713の2両を焼失したが、この2両の台車や電装品は再用され、1957年に2000系2次車と同系の車体を新造してこれに取り付け、2700系となった。
1964年には702-709の2両に対して車体更新が実施され、全金属製の車体となり、神戸高速鉄道への乗り入れも可能となった。前面には貫通扉が設けられて前照灯はその上方に埋め込まれ、通風器は箱型となり702のパンタグラフは連結面側に移設されたが、切妻の車体形状や側面窓割には原形のイメージを強く残しており、側面にはウィンドウ・シル/ヘッダーも設けられていた。
未更新の700形は、地下線乗入れ車両の構造様式に適合せず、1968年に予定されていた神戸高速鉄道への乗入れ・兵庫 - 西代間廃止以後の運用に支障するため対策が講じられることとなったが、702-709の形での更新はこの1本のみで終わり、他は2000系3扉ロングシート車（5次車以降）と同系の車体を新造してこれに台車や主要機器を転用することとなった。この方法による車体新造車は2700系に編入されることとなり、10両がこの対象となって1964年-1968年に更新が行われた。
2700系に更新されなかった700形は、702-709を除き1969年までに廃車された。702-709も2両編成1本のみで運用上中途半端な存在となり、1977年に廃車された。廃車後、702-709を含む一部の車両の廃車体が西代車庫や東二見車庫で倉庫として利用されていたが、後に全て解体されている。

## 山陽電鉄に与えた影響
700形の導入は山陽電鉄にとって多くの困難を伴う決定であったが、車両規格の大幅な拡大を行う契機となり、その後の19 m級新造車の導入の基礎となった。20 m級大型車としてはこの形式のみで終わったものの、車両規格を拡大していたことはその後の神戸高速鉄道計画における山陽電鉄線と阪急電車・阪神電車の相互直通運転構想につながり、その後の山陽電鉄の発展をもたらすこととなった。